# Wandlitz
Wandlitz  est une commune de l'arrondissement de Barnim, dans le Land de Brandebourg, en Allemagne. Sa population s'élevait à environ 23 120 habitants en 2019.

## Géographie

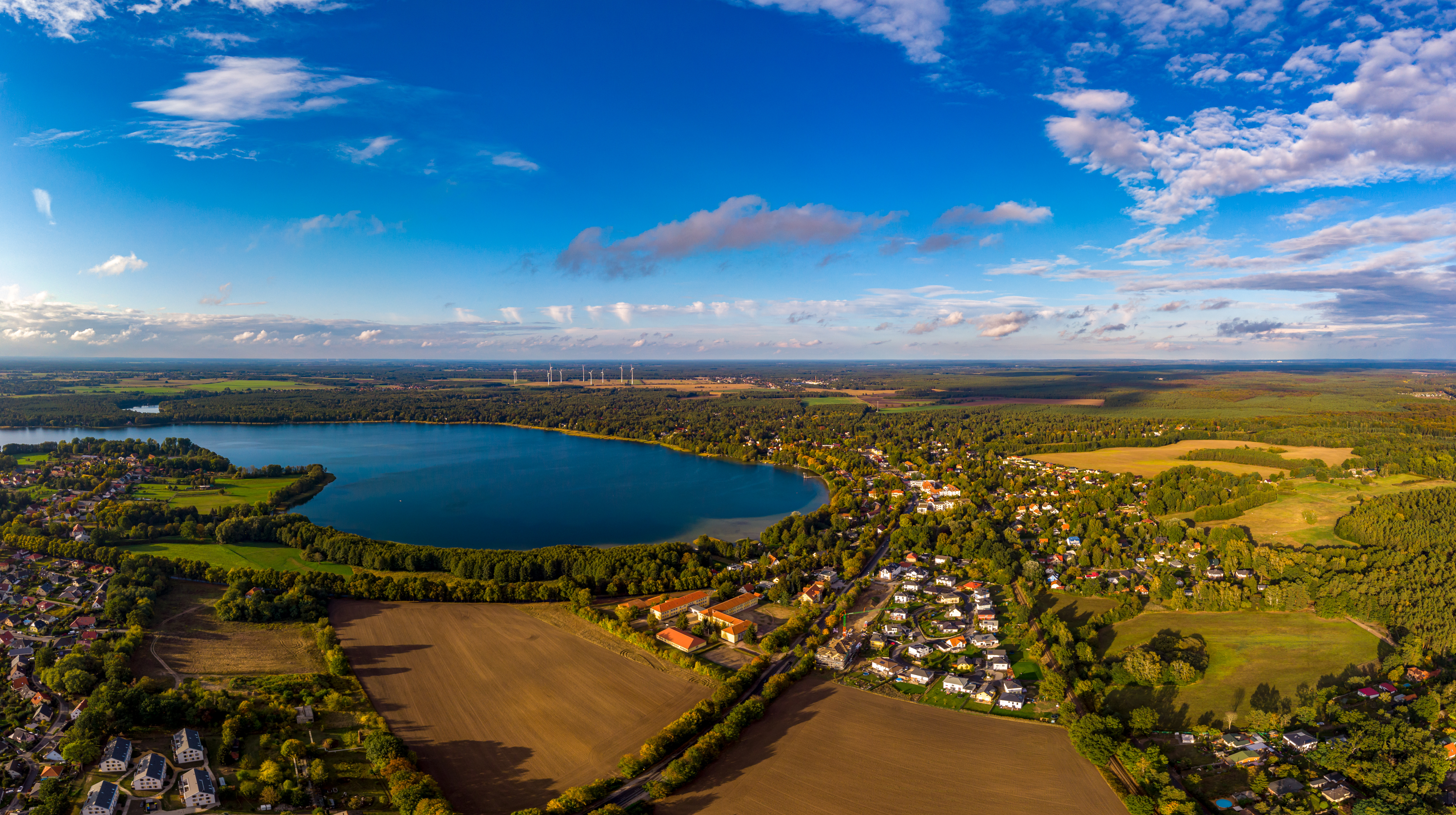
Vue aérienne.

La commune de Wandlitz se trouve sur le plateau de Barnim, à 27 km au nord du centre de Berlin, et fait partie de l' agglomération berlinoise. Elle contient le quartier Waldsiedlung, où habitaient les hauts dirigeants de l'Allemagne de l'Est (RDA) entre 1960 et 1989.

## Administration
Depuis une réforme administrative de 2003, la commune est constituée de neuf villages : Basdorf, Klosterfelde, Lanke, Prenden, Schönerlinde, Schönwalde, Stolzenhagen, Wandlitz et Zerpenschleuse.

## Histoire

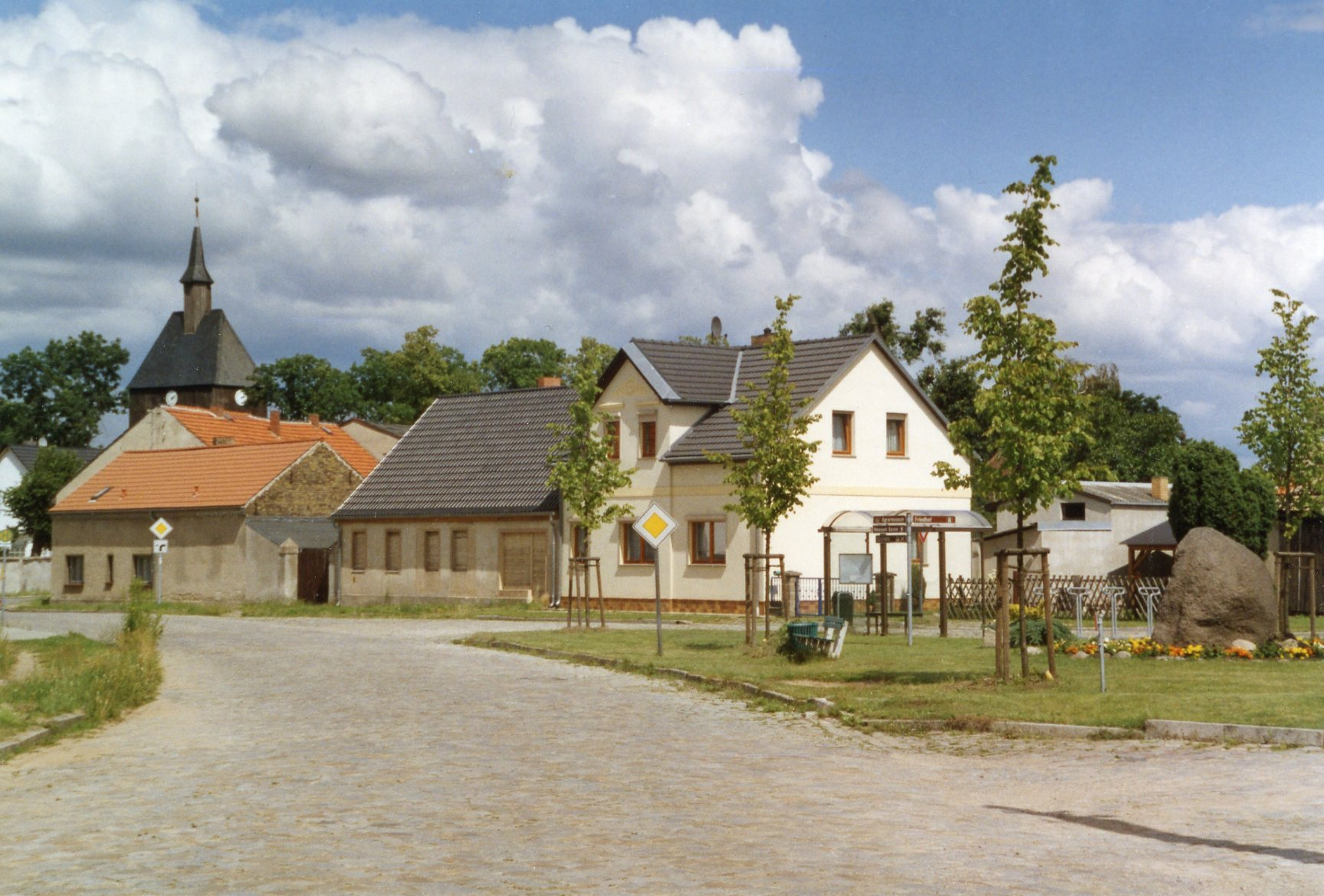
Le cœur du village.

Le village de Wandlitz est mentionné pour la première fois en 1242, lorsque les margraves Jean Ier et Othon III de Brandebourg vendaient le domaine à l'abbaye de Lehnin. Après la sécularisation de 1542, en raison de la Réforme protestante, il revient aux électeurs de Brandebourg.
Dévastée par la guerre de Trente Ans, la région ne récupère que lentement. Au début du XIXe siècle furent construites les premières colonies résidentielles.

## Patrimoine
- Château de Lanke
- Églises de Basdorf, Klosterfelde, Lanke, Prenden, Schönerlinde, Stolzenhagen, Wandlitz
- Bogensee

## Personnalités liées à la ville
- Georg Friedrich Schmidt (1712-1775), peintre, dessinateur et graveur, né à Schönerlinde ;
- Claus-Ulrich Wiesner, (1933-2016), écrivain et scénariste, mort à Wandlitz ;
- Siegfried Matthus (1934-2021), compositeur et directeur d'opéra, mort à Stolzenhagen ;
- Jan Jansen (né en 1945 à Basdorf), coureur cycliste.

## Jumelages
- Gladbeck (Allemagne) depuis 1990
- Schönwalde am Bungsberg (Allemagne) depuis 1991
- La Ferrière (France) depuis 1997
- Trzebiatów (Pologne) depuis 2002
- Ballainvilliers (France) depuis 2013